# 黑馬星雲
黑馬星雲或 大黑馬是一個巨大的暗星雲，從地球上觀察，遮蔽了銀河中心上方的一部分。黑馬星雲位於蛇夫座（捕蛇人）的南方，靠近著名的天蝎座和人馬座的交界處。
這個黑暗的星雲區域被稱為黑馬，是因為它的外觀像是馬的側面剪影，並且在背景炙熱的恆星和恆星雲襯托之下顯得英姿煥發。他也會被稱為"大黑馬"，因為他是天空中的暗星雲中最大的之一（以視大小量度）。
在大黑馬的後面（他的臀部和後腿）有另一個被稱為菸斗星雲的暗星雲，它本身就擁有 B59、B77和B78 三個編號（B代表天文學家愛德華·愛默生·巴納德的暗星雲表）。蛇幢星雲從黑馬星雲延伸至蛇夫座ρ星雲物質。
要使用肉眼觀察大黑馬需要非常黑暗的天空，也就是說必須在沒有光汙染，不受都市和工业影響的環境下。